# Parry-szigetek
A Parry-szigetek egy szigetcsoport a Kanadai szigettengerben, az északi mágneses sarkhoz közel. A szigeteket először sir William Edward Parry érte el 1819-ben, ezért az ő nevét viselik. 1954-ig a szigetvilág meglehetősen nagy részét hívták így — azóta az egykori Parry-szigetek nagyobbik része az Erzsébet királynő-szigetek nevet viseli, és az eredeti néven csak öt nagyobb szigetet (és a környező kisebbeket) foglalnak össze:
- Melville-sziget,
- Bathurst-sziget,
- Devon-sziget,
- Prince Patrick-sziget és
- Cornwallis-sziget.

## Földrajz
A szigetcsoport magában foglalja Patrick herceg, Melville, Bathurst, Borden, Mackenzie King, Cornwallis, Eglinton, Byam Martin szigeteit és az őket körülvevő kis szigeteket. A szigetcsoport a Barrow, Wycount Melville, McClure-szorostól északra, Gustav Adolphus herceg, McLane, Penny, Queens és Wellington szorosaitól délnyugatra található. A szigetek teljes területe körülbelül 100 ezer négyzetkilométer. Szinte minden sziget alacsony domborzatú, a déli szigeteken akár 1067 m magas hegyvonulatok is találhatók.A szigetek klímája rendkívül zord, sarkvidéki. A szigeteket sarki sivatagok borítják. Resolute faluja a Cornwallis-szigeten található. Melville a szigetcsoport legnagyobb szigete, és legmagasabb pontja, a Blue Hills is ezen található. A Melville- és Cornwallis-szigetek felszínének legszembetűnőbb jellemzője a növényzet szinte teljes hiánya.

## Földtani felépítésük
A szigetcsoport a Kanadai-pajzs része; a földtörténeti őskorból származó, metamorf kőzeteket csak részben fedik fiatalabb (az ókorban, illetve a középkorban lerakott) üledékes kőzetek.
A területet a kainozoikumi eljegesedés során a Laurentida jégpajzs jégárai letarolták.
A szigetek közelében feltárt kőolajlelőhelyek kiaknázását az 1960-as években kezdték el.

## Éghajlatuk
Éghajlata hideg, sarkvidéki.

## Sztori
A szigetcsoport William Edward Parry angol sarkkutatóról kapta a nevét.
1953-ig Erzsébet királynő-sziget teljes szigetvilága Parry-szigetcsoport nevet viselte.